# Euonymus thwaitesii
Euonymus thwaitesii là một loài thực vật thuộc họ Celastraceae. Đây là loài đặc hữu của Sri Lanka.